# Saint-Aignan-Grandlieu
Saint-Aignan-Grandlieu (Saint-Aignan-de-Grand-Lieu ou Saint-Aignan-de-Grandlieu) est une commune de l'Ouest de la France, située dans le département de la Loire-Atlantique, en région Pays de la Loire qui compte 3879 habitants en 2015 et dont les habitants s'appellent les Aignanais et les Aignanaises.

## Géographie

Situation de la commune de Saint-Aignan-Grandlieu dans le département de la Loire-Atlantique.

### Situation
Le village fait partie de la Bretagne historique, dans le pays traditionnel du Pays de Retz et dans le pays historique du Pays nantais.
Le village de Saint-Aignan-Grandlieu est située en bordure nord du Lac de Grand-Lieu, à environ 10 km au sud de Nantes (mairie).

### Communes limitrophes
Les communes limitrophes sont (en sens inverse des aiguilles d'une montre) Bouguenais au nord, Bouaye, Saint-Philbert-de-Grand-Lieu, La Chevrolière et Pont-Saint-Martin.

### Climat
Pour des articles plus généraux, voir Climat des Pays de la Loire et Climat de la Loire-Atlantique.
En 2010, le climat de la commune est de type climat océanique franc, selon une étude du CNRS s'appuyant sur une série de données couvrant la période 1971-2000. En 2020, Météo-France publie une typologie des climats de la France métropolitaine dans laquelle la commune est exposée à un climat océanique et est dans la région climatique  Bretagne orientale et méridionale, Pays nantais, Vendée, caractérisée par une faible pluviométrie en été et une bonne insolation.
Pour la période 1971-2000, la température annuelle moyenne est de 12,3 °C, avec une amplitude thermique annuelle de 13,3 °C. Le cumul annuel moyen de précipitations est de 802 mm, avec 12,5 jours de précipitations en janvier et 6,4 jours en juillet. Pour la période 1991-2020, la température moyenne annuelle observée sur la station météorologique de Météo-France la plus proche, « Nantes-Bouguenais », sur la commune de Bouguenais à 6 km à vol d'oiseau, est de 12,7 °C et le cumul annuel moyen de précipitations est de 819,5 mm,. Pour l'avenir, les paramètres climatiques de la commune estimés pour 2050 selon différents scénarios d'émission de gaz à effet de serre sont consultables sur un site dédié publié par Météo-France en novembre 2022.

## Urbanisme

### Typologie
Au 1er janvier 2024, Saint-Aignan-Grandlieu est catégorisée petite ville, selon la nouvelle grille communale de densité à sept niveaux définie par l'Insee en 2022.
Elle appartient à l'unité urbaine de Nantes, une agglomération intra-départementale regroupant 22  communes, dont elle est une commune de la banlieue,,. Par ailleurs la commune fait partie de l'aire d'attraction de Nantes, dont elle est une commune de la couronne,. Cette aire, qui regroupe 116 communes, est catégorisée dans les aires de 700 000 habitants ou plus (hors Paris),.
La commune, bordée par un plan d’eau intérieur d’une superficie supérieure à 1 000 hectares, le lac de Grand-Lieu, est également une commune littorale au sens de la loi du 3 janvier 1986, dite loi littoral. Des dispositions spécifiques d’urbanisme s’y appliquent dès lors afin de préserver les espaces naturels, les sites, les paysages et l’équilibre écologique du littoral, tel le principe d'inconstructibilité, en dehors des espaces urbanisés, sur la bande littorale des 100 mètres, ou plus si le plan local d’urbanisme le prévoit.

### Occupation des sols
L'occupation des sols de la commune, telle qu'elle ressort de la base de données européenne d’occupation biophysique des sols Corine Land Cover (CLC), est marquée par l'importance des territoires agricoles (58,9 % en 2018), en diminution par rapport à 1990 (61,2 %). La répartition détaillée en 2018 est la suivante : 
zones agricoles hétérogènes (30,8 %), prairies (20,8 %), forêts (14,5 %), zones urbanisées (13,9 %), zones industrielles ou commerciales et réseaux de communication (10,4 %), terres arables (5 %), cultures permanentes (2,3 %), eaux continentales (2,2 %). L'évolution de l’occupation des sols de la commune et de ses infrastructures peut être observée sur les différentes représentations cartographiques du territoire : la carte de Cassini (XVIIIe siècle), la carte d'état-major (1820-1866) et les cartes ou photos aériennes de l'IGN pour la période actuelle (1950 à aujourd'hui).

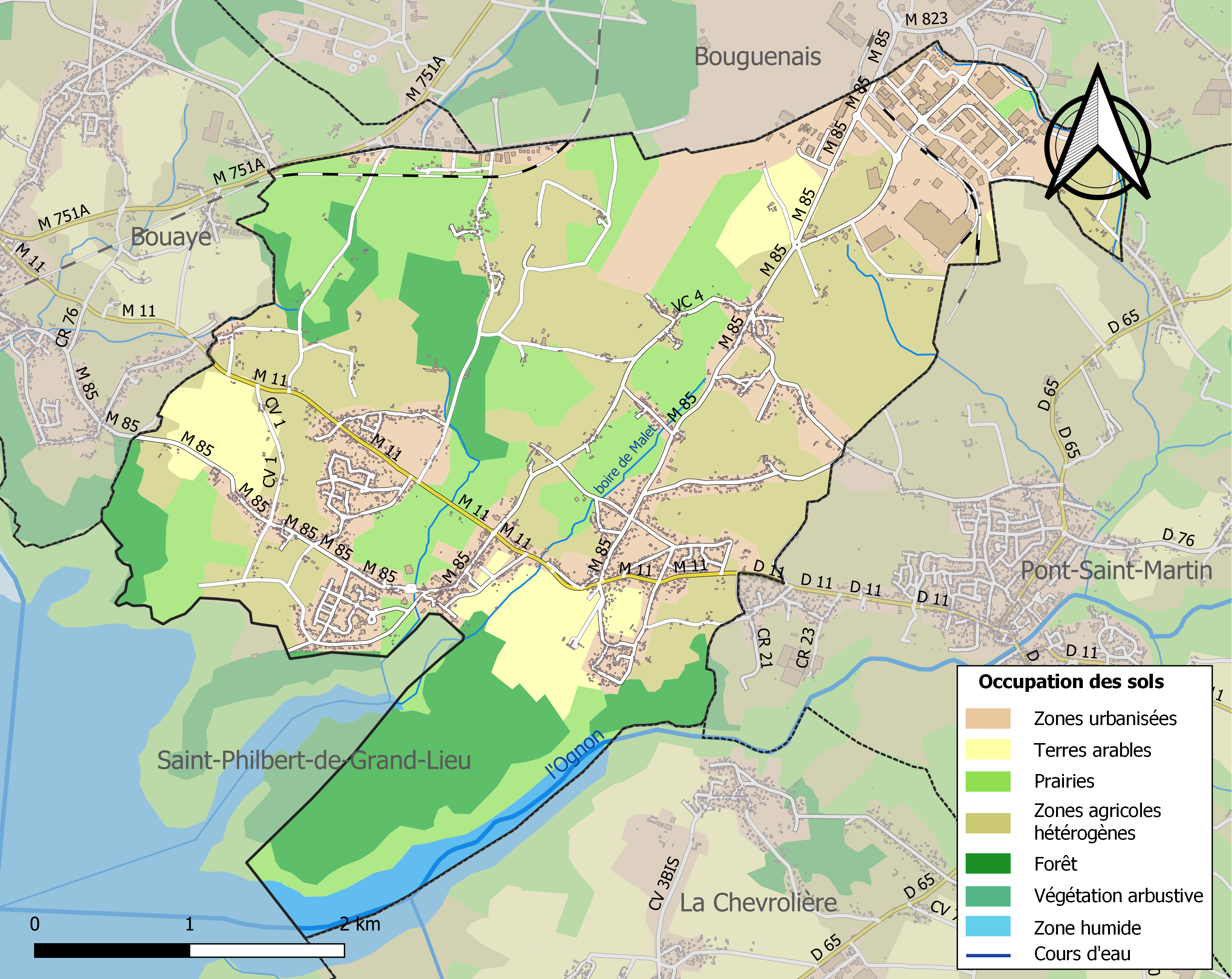
Carte des infrastructures et de l'occupation des sols de la commune en 2018 (CLC).

### Transports
La commune est desservie par 1 ligne de bus (98) du réseau TAN.

## Toponymie
Le nom de la localité est attesté sous la forme Sanctus Anianus en 1187.
Le nom de Saint-Aignan-Grandlieu vient de Saint Aignan d’Orléans, évêque d’Orléans, et du lac de Grand-Lieu voisin de la ville. En gallo la commune se nomme Saent-Aenyan-Graund-Loe et a été traduit Sant-Enion-al-Lenn-Veur en breton. L'appellation officielle de la commune est Saint-Aignan-Grandlieu (code officiel géographique de l'Insee), mais elle est souvent appelée Saint-Aignan de Grand Lieu.
Une presqu'île située sur la commune de Saint-Aignan, correspondant au bois de Saint-Aignan, portait aussi le nom attesté antérieurement de presqu'île du Dun (dunum = forteresse). Un auteur du XVIIIe siècle y signale la présence de vestiges d'un fort important.

## Histoire
En 936, Saint-Aignan est le théâtre d’une bataille entre Alain II de Bretagne et les Normands.
Une chapellenie des Trois-Maries a existé à Saint-Aignan au Moyen Âge, son nom fait référence au culte des Trois Maries qui était alors couramment pratiqué et provenant de la Légende dorée.
Le 5 décembre 1870, le ballon monté Franklin s'envole de la gare d'Orléans à Paris alors assiégé par les Prussiens et termine sa course à Saint-Aignan, après avoir parcouru 403 kilomètres.

## Politique et administration

### Liste des maires

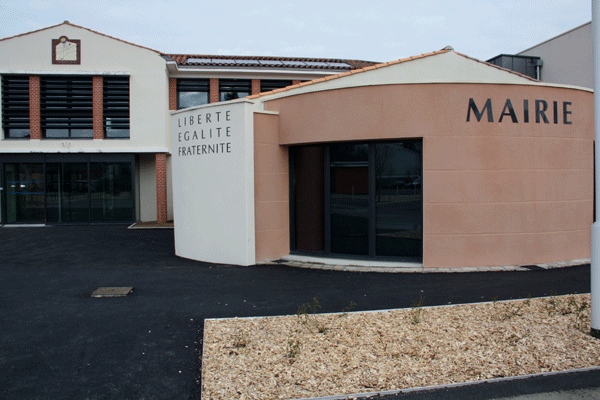
La nouvelle mairie de Saint-Aignan-Grandlieu a ouvert le 14 janvier 2013, place Millénia.

| Période                                  | Période  | Identité                                | Étiquette                                      | Qualité |
| ---------------------------------------- | -------- | --------------------------------------- | ---------------------------------------------- | --- |
| Les données manquantes sont à compléter. |          |                                         |                                                | |
| 4 février 1801                           | 1808     | Jean-Baptiste Ollive                    |                                                | |
| 6 janvier 1808                           | 1815     | Louis Rousseau de Saint-Aignan          | Libéral (Restauration et Monarchie de Juillet) | Maire de Nantes de 1816 à 1819, député de la Loire Inférieure du 15 mars 1819 au 21 octobre 1830, préfet de la Loire Inférieure du 6 août 1830 au 12 octobre 1832.                                                                             |
| 22 avril 1815                            | 1822     | Pierre Chenu                            |                                                | |
| 2 mai 1822                               | 1826     | Joseph Julien Bascher du Praud          |                                                | |
| 15 février 1826                          | 1830     | Louis Charles Sarrebourse               |                                                | |
| 23 septembre 1830                        | 1834     | Jacques Robin                           |                                                | |
| 4 décembre 1834                          | 1848     | François Lejay                          |                                                | |
| 15 août 1848                             | 1852     | Hippolyte Rousselot de Saint Ceran      |                                                | |
| 10 octobre 1852                          | 1860     | François Lejay                          |                                                | |
| 12 août 1860                             | 1865     | Jules Laurent Groos                     |                                                | |
| 10 septembre 1865                        | 1870     | Pierre Joseph Richard de la Missardiere |                                                | |
| 23 octobre 1870                          | 1871     | Jean-Baptiste Dupas                     |                                                | |
| 14 mai 1871                              | 1876     | Hippolyte Rousselot de Saint Ceran      |                                                | |
| 12 août 1876                             | 1881     | Frédéric Guichard                       |                                                | |
| 23 janvier 1881                          | 1894     | Sévère Des Mesliers de Longueville      |                                                | |
| 5 août 1894                              | 1900     | Frédéric Ferronniere                    |                                                | |
| 20 mai 1900                              | 1919     | Henri Huet                              |                                                | |
| 10 décembre 1919                         | 1947     | Maurice Bertin                          | Rad.ind.                                       | Industriel à Nantes, administrateur de sociétés Récipiendaire de la Légion d'honneur : (1927) (1948) Commandeur du Mérite commercial : (1948)                                                                                                  |
| 26 octobre 1947                          | 1971     | Marcel Leroux (1903-1975)               |                                                | Avocat au barreau de Nantes, ancien bâtonnier Professeur de droit administratif à la faculté de Nantes Récipiendaire de la Légion d'honneur : (1950) (1972)                                                                                    |
| 26 mars 1971                             | 1975     | Jean Bertin (1916-1975)                 |                                                | Notaire à Nantes Décédé en fonction |
| 17 octobre 1975                          | 1977     | Alain Chéneau                           | DVD                                            | Commerçant, adjoint au maire Maire honoraire |
| 26 mars 1977                             | 1989     | Paul Pouvreau                           | DVD                                            | Secrétaire administratif à l'arsenal d'Indret Adjoint au maire (1975-1977) |
| 24 mars 1989                             | 2004     | Claude Gobin                            | UDF                                            | Sous-préfet hors classe Conseiller général de Bouaye (1994-2004) Président du SIVOM de la Région de Bouaye (1995-2001) Vice-président de la CU Nantes Métropole (1990-2004) Président de l'OPAC de Loire-Atlantique (2001-2004) Démissionnaire |
| septembre 2004                           | 2008     | Jean-Pierre Guilbaud                    | DVD                                            | Ancien commercial de l'audiovisuel |
| mars 2008                                | En cours | Jean-Claude Lemasson                    | DVG                                            | Chef d'entreprise 10e vice-président de Nantes Métropole Vice-président de Sud Loire Avenir |

### Jumelages
La ville est jumelée avec la commune allemande de Thüngersheim. Une convention d'échanges culturels et artistiques a été signée par Claude Gobin, alors maire de la commune et Albert Dausaker, maire de Thüngersheim en 1995 à Thüngersheim et 1996 à Saint-Aignan de Grand Lieu.

## Population et société

### Démographie

#### Évolution démographique
L'évolution du nombre d'habitants est connue à travers les recensements de la population effectués dans la commune depuis 1793. Pour les communes de moins de 10 000 habitants, une enquête de recensement portant sur toute la population est réalisée tous les cinq ans, les populations de référence des années intermédiaires étant quant à elles estimées par interpolation ou extrapolation. Pour la commune, le premier recensement exhaustif entrant dans le cadre du nouveau dispositif a été réalisé en 2007.

En 2022, la commune comptait 3 991 habitants, en évolution de +2,02 % par rapport à 2016 (Loire-Atlantique : +6,68 %, France hors Mayotte : +2,11 %).
| 1793  | 1800 | 1806 | 1821  | 1831  | 1836  | 1841  | 1846  | 1851  |
| ----- | ---- | ---- | ----- | ----- | ----- | ----- | ----- | ----- |
| 1 167 | 816  | 946  | 1 172 | 1 288 | 1 224 | 1 249 | 1 205 | 1 204 |

| 1856  | 1861  | 1866  | 1872  | 1876  | 1881  | 1886  | 1891  | 1896  |
| ----- | ----- | ----- | ----- | ----- | ----- | ----- | ----- | ----- |
| 1 109 | 1 109 | 1 210 | 1 255 | 1 280 | 1 296 | 1 368 | 1 334 | 1 333 |

| 1901  | 1906  | 1911  | 1921  | 1926  | 1931  | 1936  | 1946  | 1954  |
| ----- | ----- | ----- | ----- | ----- | ----- | ----- | ----- | ----- |
| 1 283 | 1 365 | 1 274 | 1 129 | 1 110 | 1 051 | 1 072 | 1 146 | 1 345 |

| 1962  | 1968  | 1975  | 1982  | 1990  | 1999  | 2006  | 2007  | 2012  |
| ----- | ----- | ----- | ----- | ----- | ----- | ----- | ----- | ----- |
| 1 372 | 1 357 | 1 717 | 2 489 | 3 033 | 3 478 | 3 481 | 3 480 | 3 590 |

| 2017  | 2022  | - | - | - | - | - | - | - |
| ----- | ----- | - | - | - | - | - | - | - |
| 3 944 | 3 991 | - | - | - | - | - | - | - |

#### Pyramide des âges
La population de la commune est relativement jeune.
En 2018, le taux de personnes d'un âge inférieur à 30 ans s'élève à 34,5 %, soit en dessous de la moyenne départementale (37,3 %). À l'inverse, le taux de personnes d'âge supérieur à 60 ans est de 22,3 % la même année, alors qu'il est de 23,8 % au niveau départemental.
En 2018, la commune comptait 1 968 hommes pour 1 992 femmes, soit un taux de 50,3 % de femmes, légèrement inférieur au taux départemental (51,42 %).
Les pyramides des âges de la commune et du département s'établissent comme suit.
| Hommes | Classe d’âge | Femmes |
| ------ | ------------ | ------ |
| 0,2    | 90 ou +      | 0,3    |
| 3,5    | 75-89 ans    | 5,4    |
| 18,2   | 60-74 ans    | 16,9   |
| 23,2   | 45-59 ans    | 25,2   |
| 18,8   | 30-44 ans    | 19,2   |
| 15,0   | 15-29 ans    | 13,9   |
| 21,1   | 0-14 ans     | 19,0   |

| Hommes | Classe d’âge | Femmes |
| ------ | ------------ | ------ |
| 0,6    | 90 ou +      | 1,8    |
| 6      | 75-89 ans    | 8,6    |
| 15,1   | 60-74 ans    | 16,4   |
| 19,4   | 45-59 ans    | 18,8   |
| 20,1   | 30-44 ans    | 19,3   |
| 19,2   | 15-29 ans    | 17,4   |
| 19,5   | 0-14 ans     | 17,6   |

### Enseignement
La commune dépend de l'académie de Nantes. Elle possède deux écoles maternelles et élémentaires : l'école publique Jules d'Herbauges et l'école privée Saint-Pierre.
La maison de l'enfance abrite aussi une crèche multi-accueil.

## Économie

### Industrie
La commune accueille sur son territoire la zone industrielle aéroportuaire D2A. On y trouve entre autres le siège social ainsi qu'un site de production de la marque de produits secs Tipiak.
Une partie de l'aéroport de Nantes-Atlantique occupe le nord de la commune, notamment les pistes, la zone de fret, la tour de contrôle et Météo-France.

## Culture et patrimoine

### Lieux et monuments

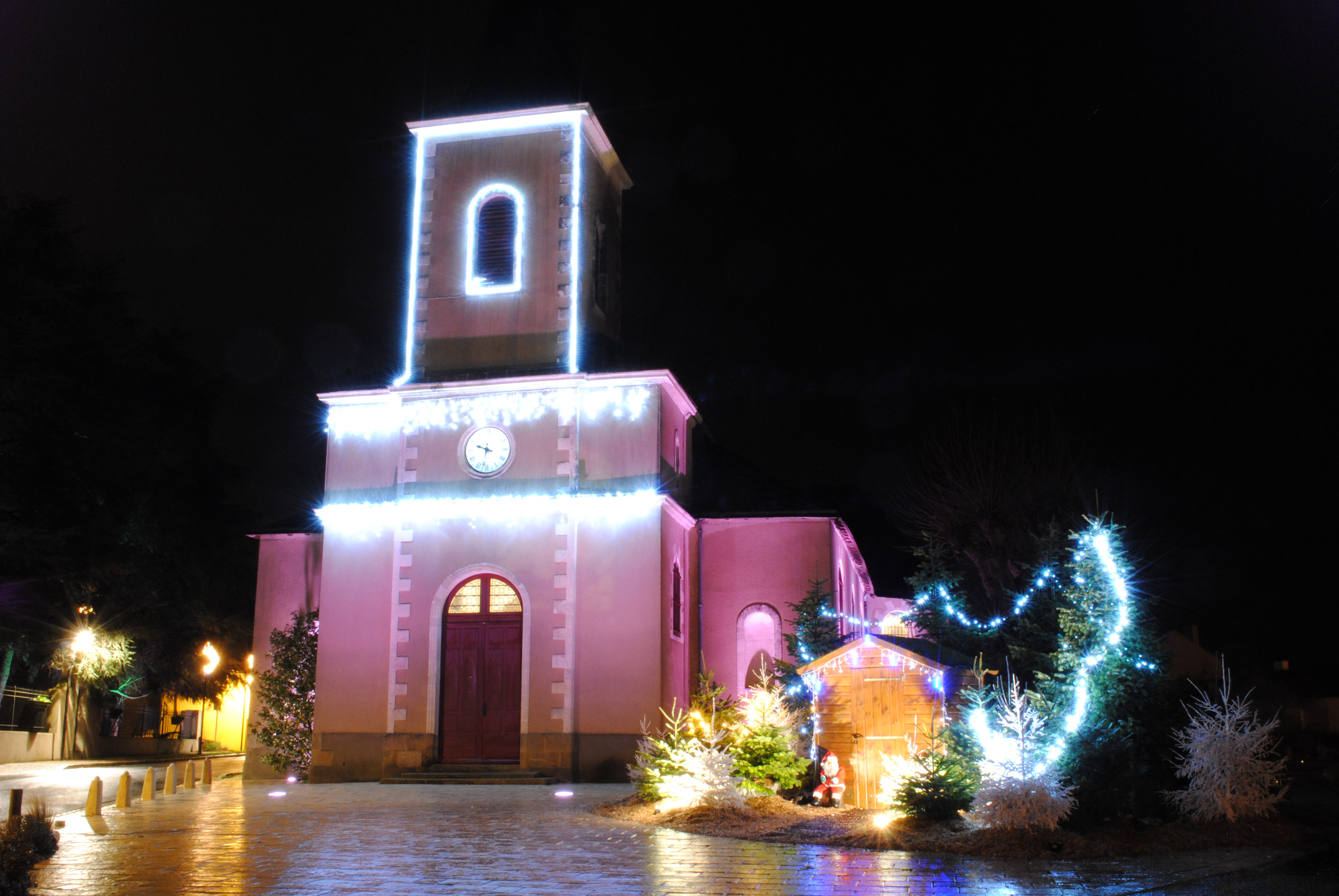
Église de Saint-Aignan-Grandlieu décorée pour Noël 2012.

Parmi les monuments importants de la commune :
- àn retrouve son église. D'extérieur modeste, elle est richement décorée à l'intérieur d'un style baroque entièrement rénové en 2001 :
  - une cloche de 1776 est conservée à l'intérieur de l'édifice,
  - un orgue Londe de style baroque allemand de 16 jeux[30] ;
- le second monument est la fontaine Saint Rachoux. L'eau de cette fontaine aurait la propriété de guérir une maladie des nourrissons intitulée la « rache », plus connue sous le nom de la teigne ;
- le site d'observation « Pierre aïgue », situé au sud de la commune, permettant d'observer le lac de Grand-Lieu, ainsi que sa faune et sa flore.
- Le château de Saint-Aignan, construit en 1610 et appartenant à la famille Rousseau de Saint-Aignan. La poétesse et écrivaine Julie Rousseau de Saint-Aignan y a vécu[31].

### Légende
Dans la région autour du lac de Grand-Lieu, la légende de la cité d'Herbauges veut qu'au soir de Noël le son des cloches d'un village disparu se fasse entendre.

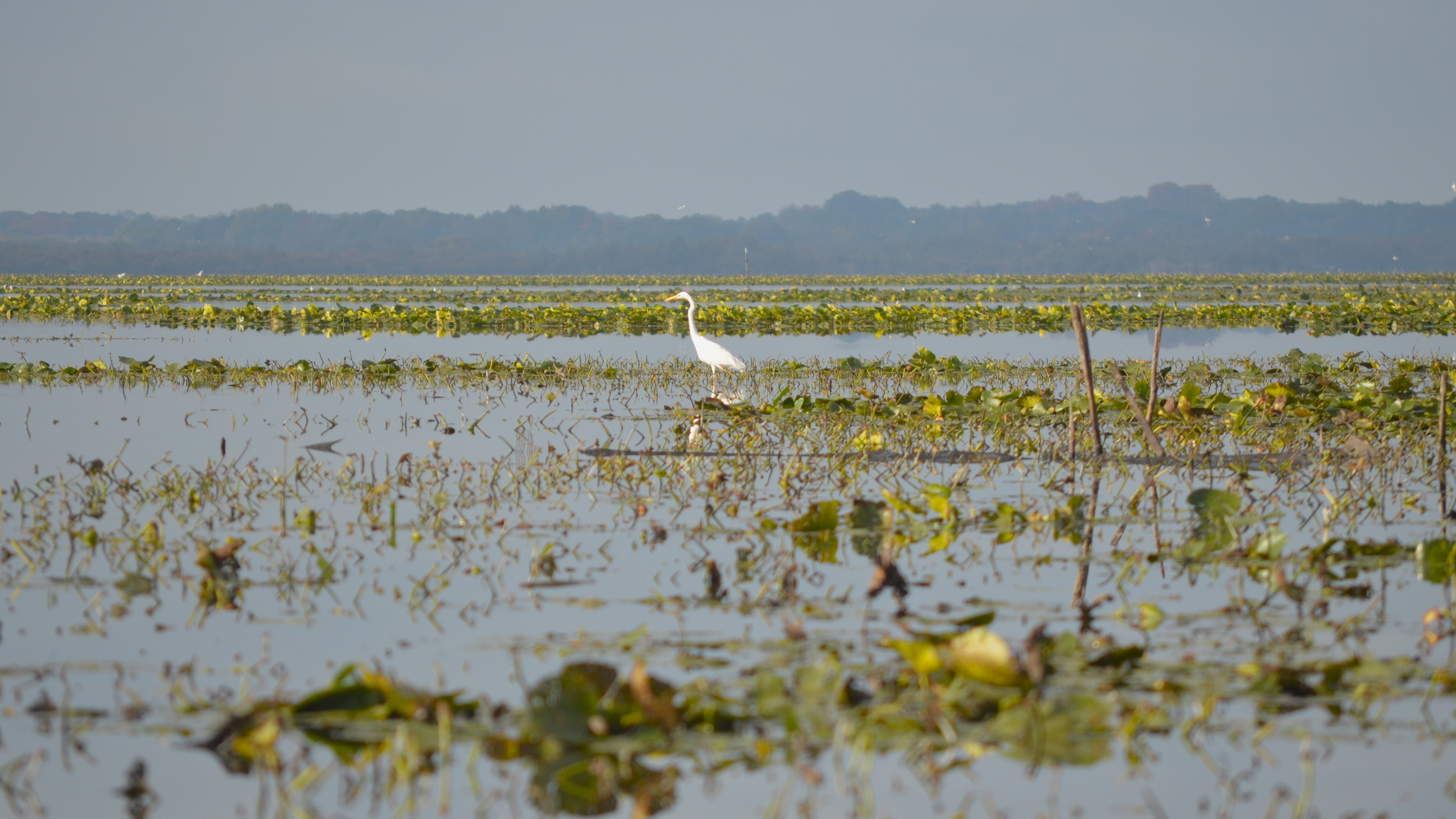
Vue sur le lac de Grand-Lieu du site des Pierres Aigues.

### Héraldique
| Blason | Blasonnement : De gueules à la bande d'argent accompagnée de trois trèfles du même, deux en chef et un en pointe. Commentaires : Blason d'un puîné Goheau (XVIe siècle). Blason enregistré le 17 mars 1791. |

Ce blason est identique à celui de la commune homonyme de Saint-Aignan (Morbihan).

### Événements
Du 25 au 29 mai 2012, la commune accueillit le congrès 2012 de l'espéranto en France.

### Personnalités liées à la commune
Jules d'Herbauges ( 1816 - 1871) de son vrai nom Julie Rousseau de Saint-Aignan, poétesse et écrivaine.
Son père, Louis Marie Rousseau de Saint-Aignan (1767-1837), fut maire de Saint-Aignan de Grand Lieu de 1809 à 1815, de Nantes de 1816 à 1819 et préfet de Nantes de 1830 à 1832. La commune lui doit une école primaire.